# صادق بوخالفة
صادق بوخالفة (25 أغسطس 1934 - 3 يوليو 2009) كان لاعب وسط كرة قدم جزائري دولي.
رفع بوخالفة لقب الدوري الفرنسي الذي لعب لنادي نانت موسم 64 /65.

## المسيرة الدولية
ظهور بوخالفة الوحيد له مع المنتخب الجزائري كان في 23 فبراير 1963 في مباراة ودية ضد تشيكوسلوفاكيا في الجزائر العاصمة. وفازت الجزائر بالمباراة 4-0 وسجل بوخالفة الهدف الثالث في المباراة.

## روابط خارجية
- صادق بوخالفة على موقع قاعدة بيانات كرة القدم.إي يو (الإنجليزية)
- صادق بوخالفة على موقع عالم كرة القدم.نت (الإنجليزية)